# IMAP IDLE
IMAP IDLE es una extensión de IMAP que sirve para que el servidor avise al cliente cuando ha llegado un correo y se sincronicen. La alternativa sería que el cliente lea cada poco tiempo el servidor para ver si hay correos.
Esta funcionalidad se encuentra descrita en el RFC-2177 IMAP4-IDLE
Permite la sincronización instantánea y no al cabo de unos minutos. Lo que puede mejorar la comunicación en listas de correo.
Si alguien envía un mensaje y otra persona lo ve y responde en el momento que llega a lista. Es probable que el que envió el primer mensaje todavía esté en la lista, lo que permitiría mantener una conversación en tiempo real y solventar la duda en el momento.

Con la alternativa habitual de revisar el correo, aunque sea automáticamente, se tardaría unos minutos en darse cuenta de que se ha recibido un correo, más el tiempo que se tardaría en escribirlo.
Para aprovechar esta función debe estar activada tanto en el cliente de correo como en el servidor.
Mozilla Thunderbird es un cliente de correo que aprovecha la extensión IMAP IDLE (enlace roto disponible en Internet Archive; véase el historial, la primera versión y la última)..